# Franz Birkfellner
Franz Birkfellner (Sankt Pölten, 20 de noviembre de 1976) es un deportista austríaco que compitió en judo. Ganó una medalla de bronce en el Campeonato Europeo de Judo de 2000, en la categoría de –100 kg.

## Palmarés internacional
| Campeonato Europeo | Campeonato Europeo  | Campeonato Europeo | Campeonato Europeo |
| Año                | Lugar               | Medalla            | Categoría          |
| ------------------ | ------------------- | ------------------ | ------------------ |
| 2000               | Breslavia (Polonia) | Medalla de bronce  | –100 kg            |